# 302
El 302 fou un any comú començat en dijous segons els còmputs del calendari gregorià (implantat, però, segles després)

## Esdeveniments
- Imperi Romà: Comença una persecució dels cristians ordenada per l'emperador Dioclecià.
- Pèrsia: Narses, rei sassànida, abdica en favor del seu fill Ormazd II.
- Iàmblic de Calcis escriu un tractat sobre màgia i ocultisme

## Naixements
- Sun Sheng, historiador xinès[1]

## Necrològiques
- 6 de novembre - Castrum Octavianum (actual Sant Cugat del Vallès): Sant Sever de Barcelona, bisbe de la ciutat, màrtir.
- Arcadi de Mauritània, màrtir